# Stearynian wapnia
Stearynian wapnia jest solą wapniową kwasu stearynowego. Stosowany jest w produkcji nawilżaczy i surfaktantów. W warunkach normalnych jest białym woskowatym proszkiem.

## Wytwarzanie i występowanie
Stearynian wapnia powstaje w reakcji kwasu stearynowego (kwas tłuszczowy) i tlenku wapnia:
2 C17H35COOH  +  CaO   →  (C17H35COO)2Ca  +  H2O
Jest także głównym składnikiem mydła wapniowego, które wytrąca się w przypadku wymieszania mydła sodowego lub potasowego z twardą wodą. W przeciwieństwie do soli potasowej i sodowej, stearynian wapnia nie rozpuszcza się w wodzie oraz nie pieni się. Stosowany jest także jako dodatek do żywności jako E470.